# Diebach
Diebach er en kommune i Landkreis Ansbach i Regierungsbezirk Mittelfranken i den tyske delstat Bayern. Den er en del af Verwaltungsgemeinschaft Schillingsfürst.

## Geografi
Diebach ligger syd for Rothenburg ob der Tauber i Tauberdalen.

### Nabokommuner
- Insingen
- Gebsattel
- Wettringen
- Schillingsfürst
- Wörnitz

### Inddeling
I kommunen ligger landsbyerne:
- Diebach
- Unteroestheim
- Oberoestheim
- Bellershausen
- Wolfsau